# Albert Sigismund Jaspis

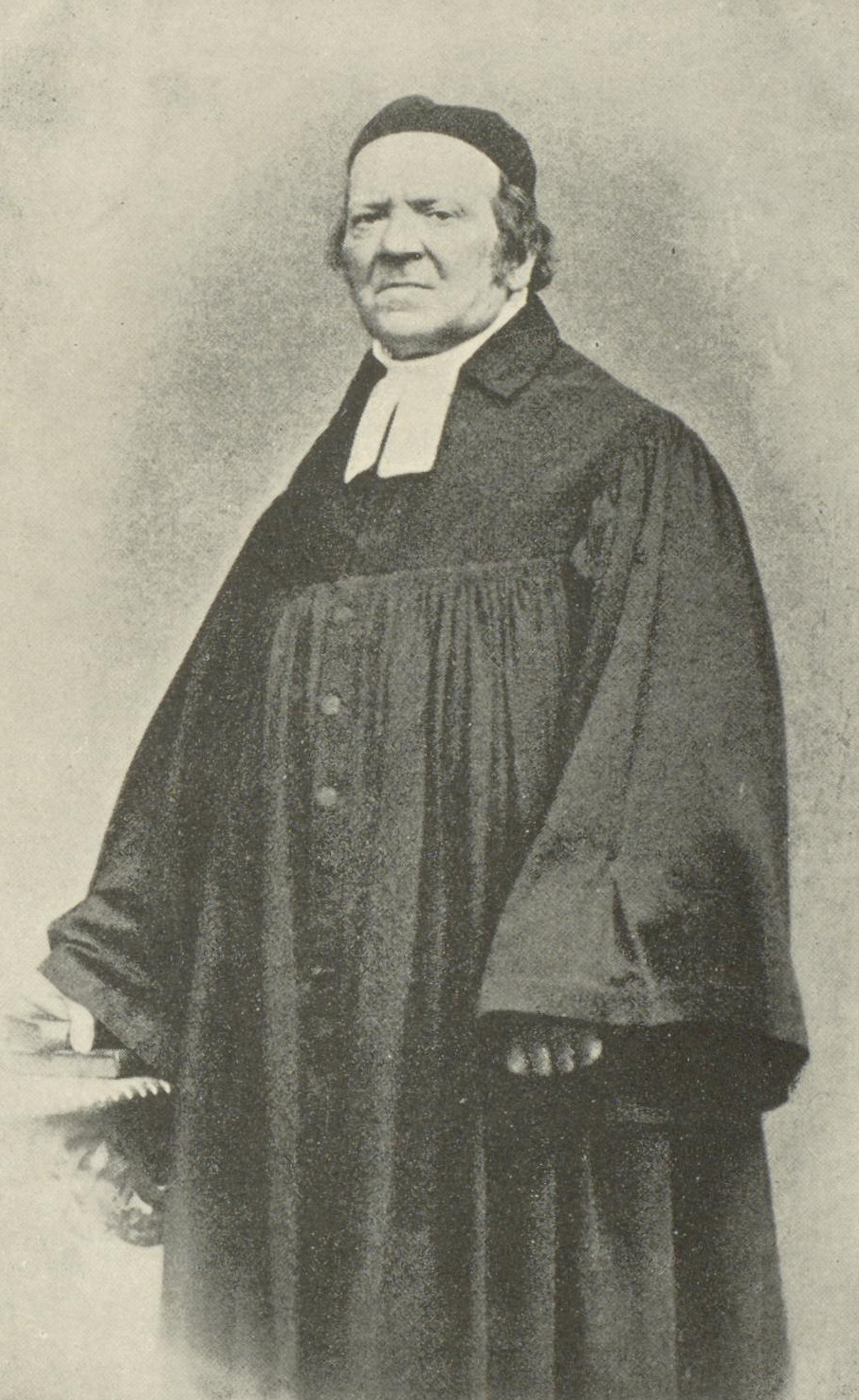
Albert Sigismund Jaspis

Dr. Albert Sigismund Jaspis (1809 te Nossen –1885) was een Duits theoloog en ambtenaar. Hij bestuurde als "Generalsuperintendant" vanuit Stettin de protestantse kerk in de Pruisische provincie Pommeren en werd op 18 januari 1863 door Koning Wilhelm I van Pruisen bevorderd tot IIe Klasse of Grootofficier in de Orde van de Rode Adelaar. Omdat hij eerder een lagere graad in deze orde had bezeten mocht Albert Sigismund Jaspis de begeerde strik op zijn lint dragen. 
- Gemeinsame Normdatei: 102523029
- International Standard Name Identifier: 0000 0000 7853 4783
- Library of Congress Control Number: no98092893
- Nationale Bibliotheek van Polen: a0000002269704
- Nederlandse Thesaurus van Auteursnamen: 131372939
- Virtual International Authority File: 46383400
- WorldCat: E39PBJgxqv6Fm4FKhB37V6B9Dq